# Mañana
Mañana è un singolo del cantautore spagnolo Álvaro Soler, pubblicato il 2 luglio 2021 come terzo estratto dal terzo album in studio Magia. Il brano vede la collaborazione del gruppo Cali y el Dandee.

## Video musicale
Il video è stato pubblicato in concomitanza dell'uscita del singolo attraverso il canale YouTube del cantautore.

## Tracce
1. Mañana (feat. Cali y el Dandee) – 3:32
2. Alma de luz – 2:35

## Classifiche

### Classifiche settimanali
| Classifica (2021) | Posizione massima |
| ----------------- | ----------------- |
| Croazia           | 99                |
| Germania          | 98                |
| Italia            | 76                |
| Polonia           | 43                |
| Russia            | 6                 |

### Classifiche di fine anno
| Classifica (2021) | Posizione |
| ----------------- | --------- |
| Russia            | 49        |